# Сергеев, Андрей Львович
Андрей Львович Сергеев (25 октября 1959, Дзержинск, Горьковская область) — советский футболист, вратарь, российский футбольный тренер. Мастер спорта СССР (1988).

## Биография
Воспитанник дзержинского футбола. В состав взрослой команды «Химика» впервые попал в 15-летнем возрасте в качестве резервного вратаря. Первые официальные матчи за команду сыграл в 1977 году во второй лиге. Проходил военную службу, выступая за команду Московского военного округа, затем вернулся в Дзержинск. В 1980-е годы был основным вратарём «Химика», всего сыграл 367 матчей в первенствах СССР, а с учётом кубковых и товарищеских матчей — около 500. В некоторых матчах выходил в качестве полевого игрока, и в одной из игр, на выезде в Казани против «Рубина», стал автором гола. В 1988 году ему было присвоено звание «Мастер спорта СССР» как футболисту, сыгравшему 10 сезонов и 300 матчей в команде мастеров. Завершил игровую карьеру в 1990 году.
В 1992 году стал ассистентом главного тренера тверской «Волги» по приглашению своего сослуживца по армейской команде Виктора Аржаных. В 1993 году сам стал главным тренером клуба и тренировал «Волгу» на протяжении двух с половиной сезонов. Под его руководством команда в Кубке России 1994/95 выиграла четыре матча и вышла в 1/16 финала, где уступила московскому «Динамо».
В 1996—1997 годах тренер возглавлял родной клуб — дзержинский «Химик». Затем несколько лет работал вне футбола. В 2008 году стал тренером вратарей нижегородской «Волги», где провёл пять лет. По состоянию на 2015 год, был тренером вратарей дзержинского «Химика». По состоянию на 2018 год работает в ДЮСШ «Салют» (Дзержинск).
Окончил Московский областной государственный институт физической культуры (1988).

## Личная жизнь
Имеет двух сыновей и двух дочерей.
Отец, Лев Иванович (род. 1934) тоже был футболистом, играл на позиции нападающего за команды Дзержинска и Горького.